# Norddeutscher Rundfunk

ARD:s täckningsområde. NDR:s område i norr.

Norddeutscher Rundfunk, NDR, är ett tyskt radio- och TV-bolag med huvudkontor i Hamburg. NDR är medlem i ARD och sänder regionalt norra Tyskland i förbundsländerna Hamburg, Mecklenburg-Vorpommern, Niedersachsen och Schleswig-Holstein.

## Historik
NDR skapades 1954 genom uppdelningen av NWDR (Nordwestdeutscher Rundfunk) i NDR och WDR. Den 1 april 1956 började radiosändningarna. NDR är medlem i ARD (Arbeitsgemeinschaft der öffentlich-rechtlichen Rundfunkanstalten der Bundesrepublik Deutschland). År 2006 hade företaget 3447 anställda.

## Sektioner
NDR har fyra musikgrupperingar: NDR:s symfoniorkester (Sinfonieorchester des Norddeutschen Rundfunks) bildad 1945, NDR:s radiofilharmoniska orkester, NDR-kören och NDR Big Band.